# David Parker (Politiker, 1960)

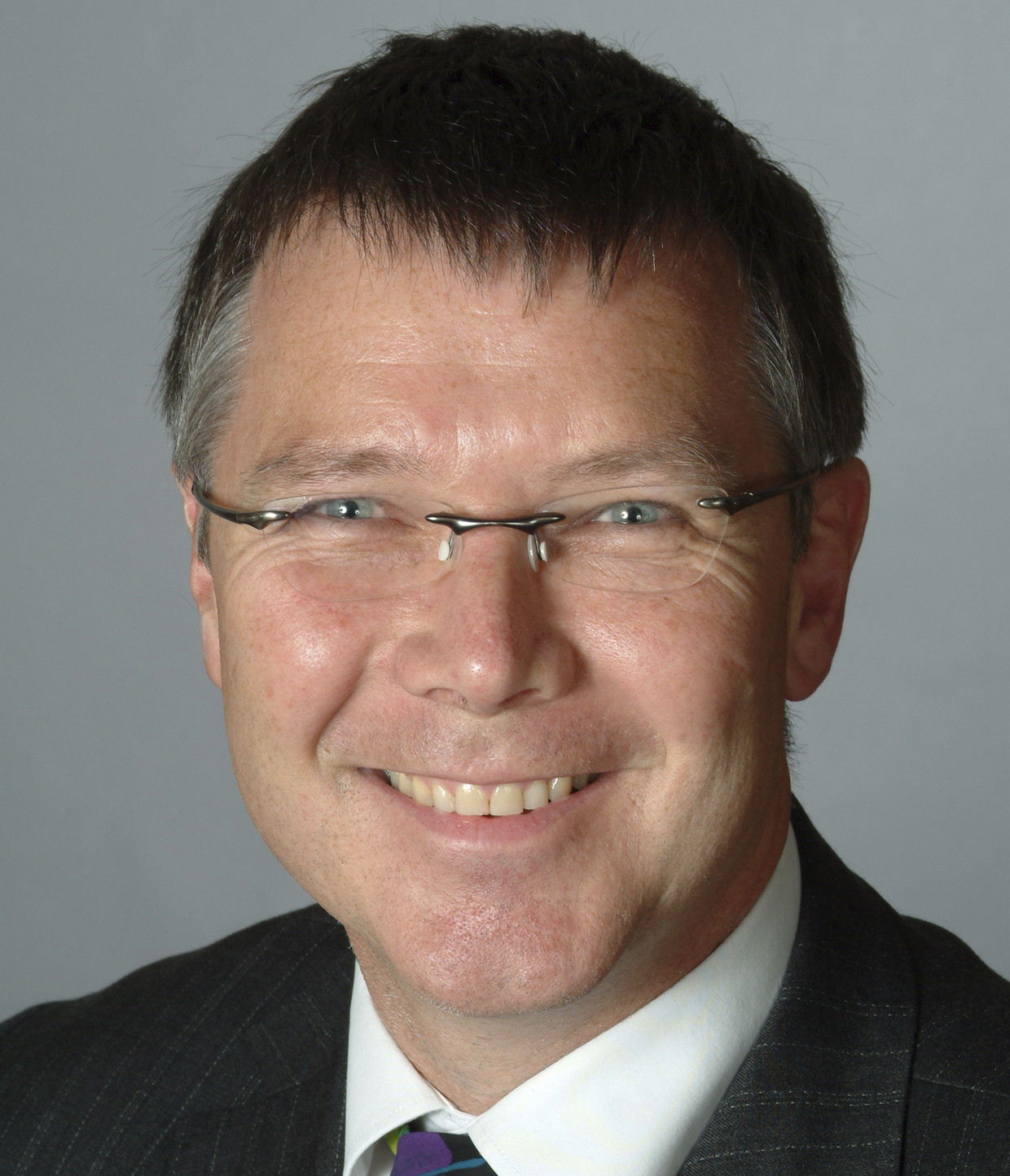
David William Parker (2005)

David William Parker  (* 1960 in Roxburgh, Otago, Neuseeland) ist ein neuseeländischer Jurist und Politiker der New Zealand Labour Party.

## Leben
David William Parker wurde 1960 in Roxburgh in der Region Otago geboren. Er wuchs in Dunedin auf und studierte Recht und Business an der University of Otago, die er mit einem Bachelor of Commerce und einem Bachelor of Laws abschloss. Anschließend wurde er in Dunedin Mitbegründer des Dunedin Community Law Centre.
Bevor Parker in die Politik ging, arbeitete er zunächst als geschäftsführender und prozessführender Partner in der Anwaltskanzlei Anderson Lloyd Caudwell und schloss danach eine Karriere im Bereich der Agrarbiotechnologie an. Dort war er unter anderem als Manager für die Firma Blis Technologies tätig und für die Firmen Botryzen, Pharmazen sowie dem seinerzeitigen Start-Up A2 Corporation.

## Karriere als Politiker
Parker fand Zugang zu der New Zealand Labour Party in den 1990er Jahren, als er sich über die Energiereformen der Regierung unter Jim Bolger ärgerte. Er ging zu den Parteiveranstaltungen in seiner Heimatstadt Dunedin und engagierte sich für die Partei mehr und mehr. Am 27. Juli 2002 startete Parker seine Karriere im New Zealand Parliament, als er bei der General Election (Parlamentswahl) in dem Jahr einen scheinbar nicht zu gewinnenden Listenplatz in Otago gewann.
Drei Jahre später fand sich Parker in Regierung von Helen Clark wieder und bekleidete nachfolgend aufgelistete Ministerämter.

### Ministerämter in der Regierung Clark
| Minister                           | vom              | bis               |
| ---------------------------------- | ---------------- | ----------------- |
| Attorney-General                   | 19. Oktober 2005 | 20. April 2006    |
| Minister for Climate Change Issues | 19. Oktober 2005 | 21. März 2006     |
| Minister for Energy                | 19. Oktober 2005 | 21. März 2006     |
| Minister of Transport              | 19. Oktober 2005 | 21. März 2006     |
| Minister for Climate Change Issues | 3. Mai 2006      | 18. November 2008 |
| Minister for Energy                | 3. Mai 2006      | 18. November 2008 |
| Minister for Land Information      | 3. Mai 2006      | 18. November 2008 |
| Acting Minister for Environment    | 27. Juli 2007    | 2. November 2007  |
| Minister of State Services         | 5. November 2007 | 18. November 2008 |

Mit dem Ende der Regierung Clark und der verlorenen Wahl für Labour endete auch am 18. November 2008 seine Zeit als Minister. Nach der Wahl übernahm Parker die Rolle des Sprechers für verschiedene Politikbereiche, wie zum Beispiel für die Bereiche Justiz, Wahlrechtsreform, Accident Compensation Corporation (ACC) und Naturschutz.
Nach dem schlechten Abschneiden seiner Partei bei der General Election im Jahr 2014 und dem Rücktritt von David Cunliffe als Parteiführer übernahm Parker vom 8. Oktober 2014 bis zum 24. November 2014 temporär den Vorsitz, scheiterte aber bei der Wahl zum Vorsitzenden gegen Andrew Little. Danach zog sich Parker von den ersten Reihen seiner Partei zurück und blieb zunächst einfaches Mitglied des New Zealand Parliament.
Nach der General Election vom September 2017 bildete Jacinda Ardern eine erneute Regierung unter Führung der New Zealand Labour Party und holte Parker für verschiedene Aufgaben in ihr Kabinett. So übernahm Parker in den folgenden zwei Legislaturperioden unten stehenden Ministerämter.

### Ministerämter in der Regierung Ardern
Ministeramt im 1. Kabinett von Jacinda Ardern:
| Minister                             | vom              | bis              |
| ------------------------------------ | ---------------- | ---------------- |
| Attorney-General                     | 26. Oktober 2017 | 6. November 2020 |
| Minister for Economic Development    | 26. Oktober 2017 | 6. November 2020 |
| Minister for the Environment         | 26. Oktober 2017 | 6. November 2020 |
| Minister for Trade and Export Growth | 26. Oktober 2017 | 6. November 2020 |
| Associate Minister of Finance        | 26. Oktober 2017 | 6. November 2020 |

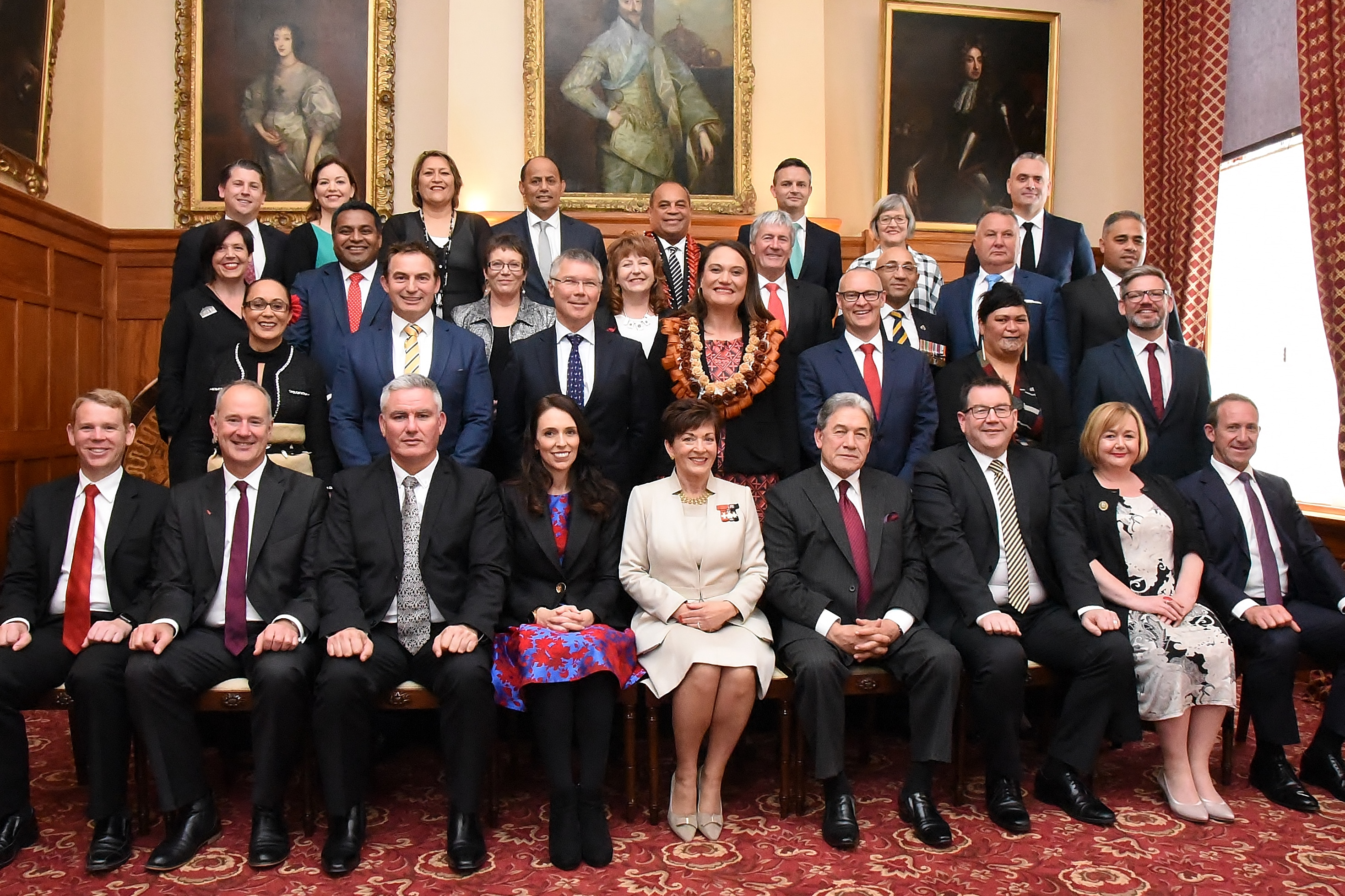
David Parker (2017)
3. von rechts in der zweiten Reihe

Ministeramt im 2. Kabinett von Jacinda Ardern:

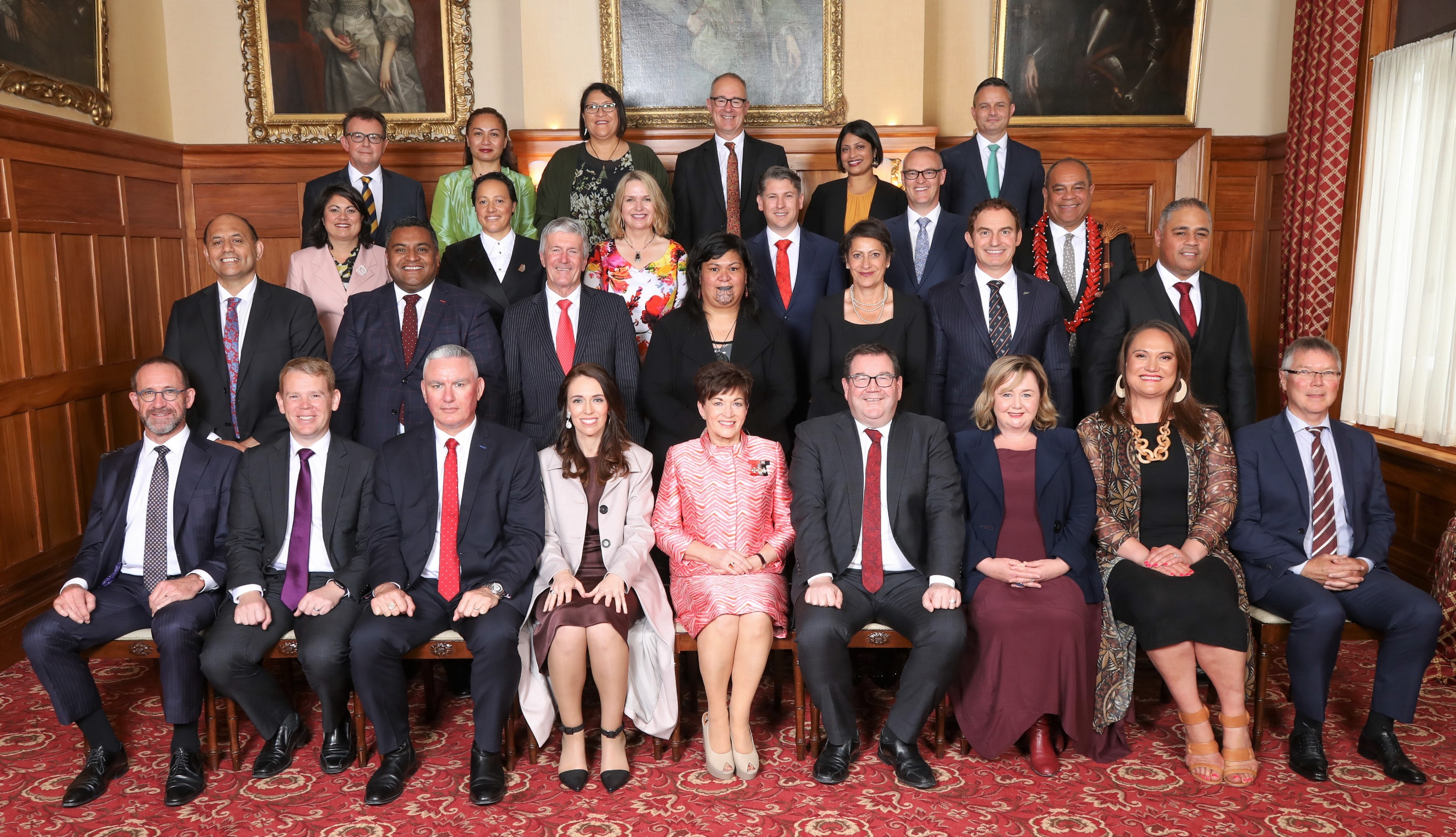
David Parker (2020)
1. von rechts in der ersten Reihe

| Minister                          | vom              | bis             |
| --------------------------------- | ---------------- | --------------- |
| Attorney-General                  | 6. November 2020 | 25. Januar 2023 |
| Minister for the Environment      | 6. November 2020 | 25. Januar 2023 |
| Minister for Oceans and Fisheries | 6. November 2020 | 25. Januar 2023 |
| Minister of Revenue               | 6. November 2020 | 25. Januar 2023 |
| Associate Minister of Finance     | 6. November 2020 | 25. Januar 2023 |

### Ministerämter in der Regierung Hipkins
Mit dem Rücktritt von Jacinda Ardern als Premierministerin in der laufenden Legislaturperiode und der Übernahme des Amtes durch ihren Parteikollegen Chris Hipkins am 25. Januar 2023, blieben alle Ministerämter von Parker unverändert.
| Minister                                 | vom             | bis               |
| ---------------------------------------- | --------------- | ----------------- |
| Minister for Oceans and Fisheries        | 25. Januar 2023 | 1. Februar 2023   |
| Minister of Revenue                      | 25. Januar 2023 | 24. Juli 2023     |
| Attorney-General                         | 25. Januar 2023 | 27. November 2023 |
| Minister for the Environment             | 25. Januar 2023 | 27. November 2023 |
| Associate Minister of Finance            | 25. Januar 2023 | 27. November 2023 |
| Acting Minister for Oceans and Fisheries | 28. März 2023   | 12. April 2023    |
| Minister of Transport                    | 21. Juni 2023   | 27. November 2023 |

Quellen: Department of the Prime Minister and Cabinet New Zealand Parliament
Mit der nachfolgenden regulären Parlamentswahl, die am 14. Oktober 2023 stattfand, verlor die Labour Party ihre Regierungsmehrheit an die New Zealand National Party. Parker erlangte aber über die Liste seiner Partei wiederholt einen Sitz im Parlament und übernahm die Rolle des Shadow Attorney General (Schatten-Generalstaatsanwalt) für seine Partei.

## Familie
Bevor Parker in die Politik ging betrieb er mit seiner damaligen Frau Sue Wootton, einer Dichterin, ein Spätcafé und kaufte ein verfallenes Theater in Dunedin, um es zu restaurieren. Die Sache ging schief und war im Begriff ihn zu ruinieren. Seine Tätigkeit bei Blis Technologies sicherte ihn finanzielle ab und gab ihm wieder Auftrieb.
David Parker hat drei Kinder mit seiner Partnerin Barbara. Die Familie lebt in Auckland, doch Parker hat seine Verbindung nach Dunedin nicht verloren und verbringt ab und zu Zeit in seiner Heimatstadt.